# Marcelo Brozović
Marcelo Brozović (Zagreb, 16 november 1992) is een Kroatisch voetballer die doorgaans als defensieve middenvelder speelt. Hij verruilde Internazionale in juli 2023 voor Al-Nassr. Brozović debuteerde in 2014 in het Kroatisch voetbalelftal.

## Clubcarrière
Brozović stroomde door vanuit de jeugdopleiding van Hrvatski Dragovoljac. Hier debuteerde hij in 2010 in het eerste elftal. Na 22 competitiewedstrijden werd hij aangetrokken door Lokomotiva Zagreb. Hiervoor maakte hij in 33 wedstrijden 5 doelpunten. Hij verliet de club één seizoen later om te gaan spelen voor Dinamo Zagreb. Hij tekende in augustus 2012 een zevenjarig contract bij Dinamo.

### FC Internazionale Milano
Zagreb verhuurde Brozović in januari 2015 voor twee jaar aan Internazionale, dat daarbij een optie tot koop bedong. De Kroatische middenvelder debuteerde in de 21e speelronde van de Italiaanse competitie, tegen Sassuolo. Inter verloor met 3–1. Hijzelf werd 20 minuten voor het eindsignaal gewisseld voor Nemanja Vidić. Brozović werd bij Inter meteen een vaste basisspeler en zou dat 8,5 jaar vrijwel altijd blijven. Alleen in seizoen 2016/17 speelde hij minder vaak, toen de club in een jaar tijd drie keer een nieuwe trainer aanstelde. In zijn laatste jaar kwam hij ook minder vaak in actie, maar toen vanwege een aantal blessures. 
Brozović eindigde met Inter zeven keer in de top 4 van de Serie A. Hij behoorde in 2020/21 tot de vaste kern van het team dat de club voor het eerst sinds 2010/11 weer landskampioen maakte. Die titel liepen zijn ploeggenoten en hij een jaar eerder nog op één punt mis. Brozović bereikte in 2019/20 de finale van de Europa League met zijn teamgenoten. Nadat ze in de poulefase van de Champions League derde werden achter FC Barcelona en Borussia Dortmund, versloegen ze in de knock-outfase van de Europa League Loedogorets, Getafe, Bayer Leverkusen en Sjachtar Donetsk. Inter en hij kwamen in de finale ook met 0–1 voor tegen Sevilla, maar verloren daarna alsnog met 3–2. Brozović won in zowel 2021/22 als 2022/23 de nationale beker en bereikte dat laatste jaar ook de finale van de Champions League met Inter. Hierin was Manchester City te sterk. De finale van de Champions League was Brozović 330e en laatste officiële wedstrijd voor Internazionale.

### Al-Nassr
Brozović tekende in juli 2023 voor drie jaar bij naar Al-Nassr. Dat betaalde 18 miljoen euro voor hem aan Internazionale. Brozović was een van tal van voetballers die tijdens de transferperiode in de zomer van 2023 van een Europese competitie naar Saoedi-Arabië vertrokken. Zo kwam hij zelf terecht bij een club die diezelfde zomer ook Seko Fofana, Alex Telles en Sadio Mané haalde.

## Clubstatistieken
| Seizoen     | Club             | Competitie  | Competitie | Competitie | Competitie | Beker | Beker | Beker | Europa | Europa | Europa | Totaal | Totaal | Totaal |
| Seizoen     | Club             | Competitie  | Wed.       | Dlp.       | Ass.       | Wed.  | Dlp.  | Ass.  | Wed.   | Dlp.   | Ass.   | Wed.   | Dlp.   | Ass.   |
| ----------- | ---------------- | ----------- | ---------- | ---------- | ---------- | ----- | ----- | ----- | ------ | ------ | ------ | ------ | ------ | ------ |
| 2010/11     | Dragovoljac      | 1. HNL      | 22         | 1          | 0          | 0     | 0     | 0     | —      | —      | —      | 22     | 1      | 0      |
| Club totaal | Club totaal      | Club totaal | 22         | 1          | 0          | 0     | 0     | 0     | 0      | 0      | 0      | 22     | 1      | 0      |
| 2011/12     | NK Lokomotiva    | 1. HNL      | 27         | 4          | 0          | 0     | 0     | 0     | —      | —      | —      | 27     | 4      | 0      |
| 2012/13     | NK Lokomotiva    | 1. HNL      | 6          | 1          | 3          | 0     | 0     | 0     | —      | —      | —      | 6      | 1      | 3      |
| Club totaal | Club totaal      | Club totaal | 33         | 5          | 3          | 0     | 0     | 0     | 0      | 0      | 0      | 33     | 5      | 3      |
| 2012/13     | Dinamo Zagreb    | 1. HNL      | 23         | 2          | 3          | 0     | 0     | 0     | 6      | 0      | 0      | 29     | 2      | 3      |
| 2013/14     | Dinamo Zagreb    | 1. HNL      | 27         | 6          | 6          | 6     | 1     | 0     | 8      | 1      | 0      | 41     | 8      | 6      |
| 2014/15     | Dinamo Zagreb    | 1. HNL      | 14         | 1          | 4          | 0     | 0     | 0     | 12     | 2      | 2      | 26     | 3      | 6      |
| Club totaal | Club totaal      | Club totaal | 64         | 9          | 13         | 6     | 1     | 0     | 26     | 3      | 2      | 96     | 13     | 15     |
| 2014/15     | → Internazionale | Serie A     | 15         | 1          | 1          | 1     | 0     | 0     | —      | —      | —      | 16     | 1      | 1      |
| 2015/16     | → Internazionale | Serie A     | 32         | 4          | 4          | 3     | 3     | 1     | —      | —      | —      | 35     | 7      | 5      |
| 2016/17     | Internazionale   | Serie A     | 23         | 4          | 2          | 2     | 1     | 0     | 3      | 1      | 0      | 28     | 6      | 2      |
| 2017/18     | Internazionale   | Serie A     | 31         | 4          | 9          | 2     | 0     | 0     | —      | —      | —      | 33     | 4      | 9      |
| 2018/19     | Internazionale   | Serie A     | 32         | 2          | 1          | 2     | 0     | 0     | 8      | 0      | 0      | 42     | 2      | 1      |
| 2019/20     | Internazionale   | Serie A     | 32         | 3          | 5          | 3     | 0     | 0     | 11     | 0      | 3      | 46     | 3      | 8      |
| 2020/21     | Internazionale   | Serie A     | 33         | 2          | 6          | 4     | 0     | 0     | 5      | 0      | 1      | 42     | 2      | 7      |
| 2021/22     | Internazionale   | Serie A     | 24         | 0          | 1          | 2     | 0     | 0     | 6      | 1      | 1      | 32     | 1      | 2      |
| Club totaal | Club totaal      | Club totaal | 222        | 20         | 29         | 19    | 4     | 1     | 33     | 2      | 5      | 274    | 26     | 35     |
| TOTAAL      | TOTAAL           | TOTAAL      | 341        | 35         | 45         | 25    | 5     | 1     | 59     | 5      | 7      | 425    | 45     | 53     |

## Interlandcarrière
Brozović kwam uit voor diverse Kroatische nationale jeugdselecties. Hij was enkele jaren actief voor Kroatië –21, waarvoor hij zes doelpunten maakte in negen duels. Brozović werd in mei 2014 door bondscoach Niko Kovač opgenomen in de Kroatische selectie voor het wereldkampioenschap voetbal in Brazilië. Enkele dagen later debuteerde Brozović voor Kroatië, in een oefeninterland tegen Australië (1–0 winst). Hij speelde de volledige wedstrijd. Als invaller verving hij Mateo Kovačić in de openingswedstrijd van het toernooi tegen Brazilië (3–1 verlies).
Op 13 oktober 2014 maakte Brozović zijn eerste goal voor de Vatreni, tijdens een 6–0 overwinning op Azerbeidzjan. Mede door het doelpunt van Brozović werd Kroatië het meest efficiënte voetbalelftal na drie EK-kwalificatie wedstrijden ooit. De Kroaten pakten meteen negen punten en kwamen na drie duels uit op een doelsaldo van 9–0, waarmee ze elftallen als Engeland (8–0) en IJsland (8–0) achter zich lieten. Hij werd in mei 2015 opgeroepen door de Kroatische bondscoach voor een oefeninterland tegen Gibraltar en een EK-kwalificatiewedstrijd tegen Italië op 7 juni en 12 juni 2015. Brozović speelde 65 minuten tegen Gibraltar in het stadion Anđelko Herjavec in Varaždin, voordat hij werd gewisseld voor Mato Jajalo. In het Poljudstadion tegen de Azzurri speelde hij de volle negentig minuten. In september 2015 speelde Brozović negentien minuten tegen Azerbeidzjan en de hele wedstrijd tegen de Noren. In zijn dertiende interland op 13 oktober kreeg de Kroaat dertien minuten speeltijd. Na een 0–1 winst op Malta plaatste Kroatië zich direct voor het Europees kampioenschap in 2016. Tijdens een oefeninterland tegen Rusland op 17 november kreeg Brozović opnieuw een plek in het elftal. Tegen de Russen trof hij eenmaal het doel. Brozović maakte ook deel uit van de selectie van Kroatië voor het Europees kampioenschap in Frankrijk. Kroatië werd op 26 juni in de achtste finale tegen Portugal uitgeschakeld na een doelpunt van Ricardo Quaresma in de verlenging. Marcelo Brozovic maakte ook deel uit van het Runner-up elftal van Kroatië op het WK 2018 in Rusland. Nadat Kroatië van achtereenvolgens Nigeria (2–0), Argentinië (0–3) en IJsland (1–2) wist te winnen, won het ook in de achtste finales van Denemarken (1–1, 3–2 na penalties). Ook in de kwartfinale moesten er penalty's aan te pas komen. Uiteindelijk wist Kroatië opnieuw aan het langste eind te trekken. Na een 2–2 gelijkspel, na verlenging, werd er met 4–3 na strafschoppen gewonnen van gastland Rusland. In de halve finales wisten de Kroaten het weer niet te redden binnen de officiële 90 minuten. Na verlenging werd ook Engeland over de knie gelegd (2–1). In de finale was Frankrijk te sterk (4–2). Brozovic speelde zes wedstrijden, waaronder de halve- en de finale. Ook in 2021 maakte Brozovic deel uit van de selectie voor het EK 2020 (2021). Hij maakte minuten in alle vier de wedstrijden, tot aan de uitschakeling tegen Spanje (3–5) in de achtste finales.
Brozović werd op 20 mei 2024 door Zlatko Dalić opgenomen in de Kroatische selectie voor het EK 2024 in Duitsland. Kroatië werd in de groepsfase uitgeschakeld na een nederlaag tegen Spanje (3–0) en gelijke spelen tegen Albanië (2–2) en Italië (1–1). Brozović kwam in iedere wedstrijd in actie.

### Internationale wedstrijden
| №                                       | Datum                            | Locatie                          | Wedstrijd                        | Uitslag                          | Competitie                       | Goals                            |
| Als speler van GNK Dinamo Zagreb        | Als speler van GNK Dinamo Zagreb | Als speler van GNK Dinamo Zagreb | Als speler van GNK Dinamo Zagreb | Als speler van GNK Dinamo Zagreb | Als speler van GNK Dinamo Zagreb | Als speler van GNK Dinamo Zagreb |
| --------------------------------------- | -------------------------------- | -------------------------------- | -------------------------------- | -------------------------------- | -------------------------------- | -------------------------------- |
| 1.                                      | 6 juni 2014                      | Estádio de Pituaçu, Salvador     | Kroatië – Australië              | 1 – 0                            | Vriendschappelijk                | 0                                |
| 2.                                      | 12 juni 2014                     | Arena de São Paulo, São Paulo    | Brazilië – Kroatië               | 3 – 1                            | WK 2014                          | 0                                |
| 3.                                      | 4 september 2014                 | Stadion Aldo Drosina, Pula       | Kroatië – Cyprus                 | 2 – 0                            | Vriendschappelijk                | 0                                |
| 4.                                      | 9 september 2014                 | Maksimirstadion, Zagreb          | Kroatië – Malta                  | 2 – 0                            | EK-kwalificatie 2016             | 0                                |
| 5.                                      | 10 oktober 2014                  | Vasil Levski Stadion, Sofia      | Bulgarije – Kroatië              | 0 – 1                            | EK-kwalificatie 2016             | 0                                |
| 6.                                      | 13 oktober 2014                  | Stadion Gradski vrt, Osijek      | Kroatië – Azerbeidzjan           | 6 – 0                            | EK-kwalificatie 2016             | 1                                |
| 7.                                      | 16 november 2014                 | Stadio Giuseppe Meazza, Milaan   | Italië – Kroatië                 | 1 – 1                            | EK-kwalificatie 2016             | 0                                |
| Als speler van FC Internazionale Milano |                                  |                                  |                                  |                                  |                                  |                                  |
| 8.                                      | 28 maart 2015                    | Maksimirstadion, Zagreb          | Kroatië – Noorwegen              | 5 – 1                            | EK-kwalificatie 2016             | 1                                |
| 9.                                      | 7 juni 2015                      | Varteksstadion, Varaždin         | Kroatië – Gibraltar              | 4 – 0                            | Vriendschappelijk                | 0                                |
| 10.                                     | 12 juni 2015                     | Poljudstadion, Split             | Kroatië – Italië                 | 1 – 1                            | EK-kwalificatie 2016             | 0                                |
| 11.                                     | 3 september 2015                 | Bakcell Arena, Bakoe             | Azerbeidzjan – Kroatië           | 0 – 0                            | EK-kwalificatie 2016             | 0                                |
| 12.                                     | 6 september 2015                 | Ullevaalstadion, Oslo            | Noorwegen – Kroatië              | 2 – 0                            | EK-kwalificatie 2016             | 0                                |
| 13.                                     | 13 oktober 2015                  | Ta' Qalistadion, Ta' Qali        | Malta – Kroatië                  | 0 – 1                            | EK-kwalificatie 2016             | 0                                |
| 14.                                     | 17 november 2015                 | Olimp-2, Rostov aan de Don       | Rusland – Kroatië                | 1 – 3                            | Vriendschappelijk                | 1                                |
| 15.                                     | 23 maart 2016                    | Stadion Gradski vrt, Osijek      | Kroatië – Israël                 | 2 – 0                            | Vriendschappelijk                | 1                                |
| 16.                                     | 26 maart 2016                    | Groupama Arena, Boedapest        | Hongarije – Kroatië              | 1 – 1                            | Vriendschappelijk                | 0                                |
| 17.                                     | 27 mei 2016                      | Gradski Stadion, Koprivnica      | Kroatië – Moldavië               | 1 – 0                            | Vriendschappelijk                | 0                                |
| Totaal                                  | Totaal                           | Totaal                           | Totaal                           | Totaal                           | Totaal                           | 4                                |
| Laatst bijgewerkt op 7 juni 2016.       |                                  |                                  |                                  |                                  |                                  |                                  |

## Erelijst
| Competitie              |                   |                   |                   |                   |
| Competitie              | Aantal            | Jaren             |                   |                   |
| GNK Dinamo Zagreb       | GNK Dinamo Zagreb | GNK Dinamo Zagreb | GNK Dinamo Zagreb | GNK Dinamo Zagreb |
| ----------------------- | ----------------- | ----------------- | ----------------- | ----------------- |
| Kampioen 1. HNL         | 2x                | 2012/13, 2013/14  |                   |                   |
| Kroatische Supercup     | 1x                | 2013              |                   |                   |
| Internazionale          |                   |                   |                   |                   |
| Serie A                 | 1x                | 2020/21           |                   |                   |
| Coppa Italia            | 2x                | 2021/22, 2022/23  |                   |                   |
| Supercoppa              | 1x                | 2021              |                   |                   |
| Al-Nassr                |                   |                   |                   |                   |
| Arab Club Champions Cup | 1x                | 2023              |                   |                   |

| Competitie                  | Winnaar | Winnaar | Runner-up | Runner-up | Derde   | Derde   |
| Competitie                  | Aantal  | Jaren   | Aantal    | Jaren     | Aantal  | Jaren   |
| Kroatië                     | Kroatië | Kroatië | Kroatië   | Kroatië   | Kroatië | Kroatië |
| --------------------------- | ------- | ------- | --------- | --------- | ------- | ------- |
| Wereldkampioenschap voetbal |         |         | 1x        | 2018      |         |         |